# Catégorie de foncteurs
Une catégorie de foncteurs ou catégorie des foncteurs entre deux catégories est une catégorie dont les objets sont les foncteurs entre ces catégories, et les morphismes sont les transformations naturelles entre ces foncteurs.

## Définition
Soient {\displaystyle {\mathcal {C}}} et {\displaystyle {\mathcal {D}}} des catégories. On définit la catégorie de foncteurs de {\displaystyle {\mathcal {C}}} dans {\displaystyle {\mathcal {D}}}, notée {\displaystyle {\mathcal {D}}^{\mathcal {C}}}, ou parfois {\displaystyle [{\mathcal {C}},{\mathcal {D}}]} ou {\displaystyle \mathrm {Fun} ({\mathcal {C}},{\mathcal {D}})} :
- Les objets de {\displaystyle {\mathcal {D}}^{\mathcal {C}}} sont les foncteurs de {\displaystyle {\mathcal {C}}} dans {\displaystyle {\mathcal {D}}} ;
- Les morphismes sont les transformations naturelles.

Il existe, pour tout objet F, un morphisme correspondant à l'identité incarné par le foncteur {\displaystyle 1_{F}:F\mapsto F}. La composition de transformations naturelles est construite ainsi : si {\displaystyle \eta :F\to G} et {\displaystyle \varepsilon :G\to H} sont deux transformations naturelles, la composition verticale est définie élément par élément :
{\displaystyle \varepsilon \eta :F\to H}
{\displaystyle \left(\varepsilon \eta \right)(X)=\varepsilon (X)\eta (X)}.
Cette composition est associative et possède une identité, ce qui donne bien une structure de catégorie.
Dans de nombreux cas, on exige que {\displaystyle {\mathcal {C}}} soit une catégorie localement petite, pour des raisons fondationnelles, c'est-à-dire que ses morphismes forment un ensemble et non une classe propre. 
Si {\displaystyle {\mathcal {C}}} est petite et {\displaystyle {\mathcal {D}}} est localement petite (respectivement petite), alors la catégorie de foncteurs est localement petite (respectivement petite).

## Plongement de Yoneda
Par le plongement de Yoneda, toute catégorie s'associe à une catégorie de foncteurs. En effet, pour tout objet X de {\displaystyle {\mathcal {C}}}, si on note {\displaystyle \operatorname {Hom} (-,X)} le foncteur représentable contravariant de {\displaystyle {\mathcal {C}}} dans la catégorie {\displaystyle {\mathsf {Set}}} des ensembles, on a que
{\displaystyle X\mapsto \operatorname {Hom} (-,X)}
est un plongement plein de {\displaystyle {\mathcal {C}}} dans la catégorie {\displaystyle \left[{\mathcal {C}}^{\mathrm {op} },{\mathsf {Set}}\right]}. Si la catégorie {\displaystyle {\mathcal {C}}} est petite, cette catégorie forme en particulier un topos.

## Propriétés
De fait, plusieurs catégories peuvent en fait s'interpréter comme des catégories de foncteurs, comme notamment la catégorie des préfaisceaux sur un espace topologique, la catégorie des R-modules, ou la catégorie des graphes.
D'une manière générale, si {\displaystyle {\mathcal {C}}} est une petite catégorie, beaucoup des propriétés de {\displaystyle {\mathcal {D}}} se transportent à {\displaystyle {\mathcal {D}}^{\mathcal {C}}}. Notamment :
- Si toutes les limites (respectivement colimites) existent dans {\displaystyle {\mathcal {D}}}, elles existent dans {\displaystyle {\mathcal {D}}^{\mathcal {C}}} ;
- Si {\displaystyle {\mathcal {C}}} est une catégorie abélienne, c'est également le cas de {\displaystyle {\mathcal {D}}^{\mathcal {C}}} ;
- Si {\displaystyle F:{\mathcal {D}}\to {\mathcal {E}}} et {\displaystyle G:{\mathcal {E}}\to {\mathcal {D}}} sont deux foncteurs adjoints, alors les foncteurs induits {\displaystyle F^{\mathcal {C}}:{\mathcal {D}}^{\mathcal {C}}\to {\mathcal {E}}^{\mathcal {C}}} et {\displaystyle G^{\mathcal {C}}:{\mathcal {E}}^{\mathcal {C}}\to {\mathcal {D}}^{\mathcal {C}}} sont également adjoints.

La catégorie de foncteurs est un objet exponentiel.

## Catégories enrichies et catégories d'ordre supérieur
Si on travaille avec des catégories {\displaystyle {\mathcal {M}}}-enrichies, on peut transporter cette structure dans la construction de la catégorie de foncteurs et obtenir une catégorie de foncteurs {\displaystyle {\mathcal {C}}}-enrichie, en faisant intervenir la fin {\displaystyle {\mathcal {C}}}-enrichie sur le foncteur {\displaystyle {\mathcal {C}}^{\mathrm {op} }\otimes {\mathcal {C}}\to {\mathcal {M}}}.
Dans le cadre général des catégories d'ordre supérieur (en), les hom-catégories des 2-catégories strictes sont exactement les catégories de foncteurs.

## Référence
- G.M. Kelly, Basic concepts of enriched category theory